# Youssef Mejri
Youssef Mejri, né le 13 août 1992 à Tunis, est un basketteur tunisien actif de 2010 à 2019. Il a disputé la coupe du monde 2011 de basket-ball des moins de 19 ans avec l'équipe de Tunisie.

## Carrière
- 2010-2011 : Montclair Prep (en) (école secondaire)
- 2011-2013 : Wildcats de Davidson (université)
- 2014-2017 : Club africain
- 2017 (6 mois) : Ezzahra Sports
- 2017-2019 : Club africain

## Palmarès
- Champion de Tunisie : 2015, 2016
- Coupe de Tunisie : 2015
- Super Coupe de Tunisie : 2014
- Coupe de la Fédération : 2017, 2018
- Médaille de bronze à la coupe d’Afrique des clubs champions 2014 ( Tunisie)